# Grijskruinvliegenpikker
De grijskruinvliegenpikker (Phyllomyias griseocapilla) is een zangvogel uit de familie Tyrannidae (tirannen).

## Kenmerken
De grijskruinvliegenpikker heeft bruine ogen welke zijn omringd door een smalle witte oogring. De vogel heeft verder een grijze kop, bleekgrijze snavel, bladgroene bovendelen, witte onderdelen, fel gele flanken en een groene staart. De lichaamslengte bedraagt 10 tot 11 centimeter.

## Verspreiding en leefgebied
De grijskruinvliegenpikker is endemisch in Brazilië. Het verspreidingsgebied van deze vogel strekt zich uit van Minas Gerais en Espírito Santo tot Santa Catarina. De natuurlijke habitats zijn subtropische of tropische laagland bossen en subtropische of tropische bergbossen op een hoogte onder de 1600 meter boven zeeniveau in het bioom Atlantisch Woud.

## Status
De grootte van de populatie is niet gekwantificeerd, maar door habitatverlies nemen de aantallen in snel tempo af. Om deze redenen staat de grijskruinvliegenpikker als gevoelig op de Rode Lijst van de IUCN.